# علم التصادم
علم التصادم علم يعني بالبحث عن أفضل الطرق للبقاء على قيد الحياة في حالة حوادث السيارات والتخفيف من حدة الخسائر الناتجة عن الحوادث.

## وصلات خارجية
- علم التصادم / السيارات، قناة الجزيرة الوثائقية
- سلسلة علم التصادم، الجزيرة الوثائقية